# Hussein Ali Duale
Hussein Ali Duale (somaliska: Xuseen Cali Ducaale), allmänt känd som Awil (somaliska: Cawil), är Somalilands finansminister. och före detta somalisk ambassadör för Kenya och Uganda. Han publicerade sina memoarer 2005. Där diskuterar han bland annat kuppen mot Somalias före detta president och diktator Mohammad Siyad Barre 1991. 